# José Alberto de Oliveira Anchieta
José Alberto de Oliveira Anchieta (Lisboa, 9 de octubre de 1832-1897 Caconda, Angola) fue un explorador y naturalista portugués del siglo XIX. 

## Biografía
De Oliveira Anchieta viajó entre 1866 y 1897 por Angola, donde recogió numerosos especímenes de animales y plantas que envió a Portugal. Estos especímenes fueron posteriormente examinados y catalogados por zoólogos y botánicos, particularmente por José Vicente Barbosa du Bocage. 
Muchas especies de aves, anfibios, lagartos, serpientes, peces y mamíferos descritos por él eran desconocidas hasta la fecha y fueron nombradas «anchietae» en su honor.

## En la ciencia
Algunos de las especies nombradas por Anchieta son: 

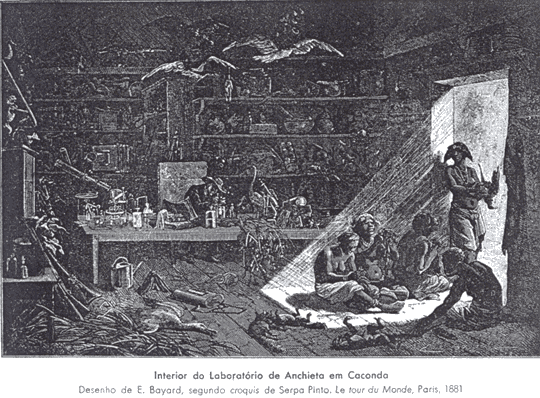
Laboratorio de Anchieta en Caconda

- Pájaro del sol Anchieta (Anthreptes anchietae) ave.
- Barbudo de Anchieta (Stactolaema anchietae) ave.
- Tchagra de Anchieta (Tchagra anchietae) ave.
- Rana estriada de Anchieta (Ptychadena anchietae).
- Lagarto de duna Anchieta (Meroles anchietae).
- Rana Anchieta (Hylambates anchietae).
- Camaleón Anchieta (Chaemeleo anchietae).
- Cobra Anchieta (Naja annulifera anchietae) serpiente.
- Pitón Anchieta (Python anchietae) serpiente.
- Pipistrellus Anchieta (Pipistrellus anchietai) murciélago.
- Pez elefante Anchieta (Mormyrus anchietae).
- Antílope Anchieta (Cephalophus anchietae).